# Rwanda Cricket Stadium
Das Rwanda Cricket Stadium, offiziell Gahanga International Cricket Stadium, ist ein Cricket-Stadion im Sektor Gahanga des Distrikts Kicukiro in Ruanda.

## Lage
Das Stadion befindet sich etwa 15 Kilometer südöstlich der ruandischen Hauptstadt Kigali. Es liegt direkt östlich der Nationalstraße 5 und nördlich des Flusses Nyabarongo auf einem der wenigen flachen Gebiete im „Land der tausend Hügel“.

## Geschichte
1999 wurde die Rwanda Cricket Association (RCA) von nach dem Völkermord an den Tutsi im Jahr 1994 aus dem Exil zurückkehrenden Ruandern gegründet. Ein neues Cricket-Stadion sollte den seit 2002 von der RCA für Spiele genutzten Platz an der weiterführenden Schule École Technique Officielle im selben Distrikt ersetzen. Die Schule war während des Völkermords Ort eines bekannten Massakers, nachdem belgische Blauhelmsoldaten Befehl hatten sich zurückzuziehen. Die Ereignisse wurden 2005 in dem britisch-deutschen Spielfilm Shooting Dogs verfilmt.
Für den Bau des neuen Cricket-Stadions sammelte die Rwanda Cricket Stadium Foundation (RCSF), eine als Vermächtnis des Geschäftsmanns und Politikers Christopher Shale gegründete britische Stiftung, eine Million Pfund. Der Bau begann schließlich im April 2015 und die Eröffnung fand im Oktober 2017 statt. Neben dem Cricket-Stadion gab es auch Pläne für ein Olympiastadion im Sektor.